# Club de Arte de la Mujer de Nueva York

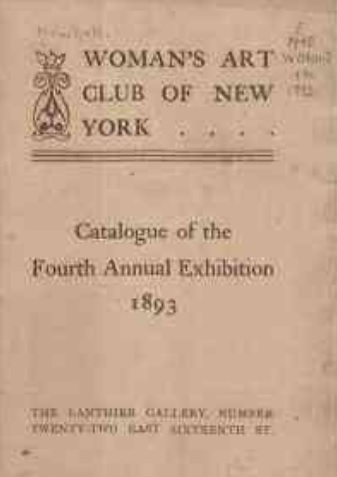
Catálogo de la Exposición del Club de Arte de la Mujer de Nueva York de 1893

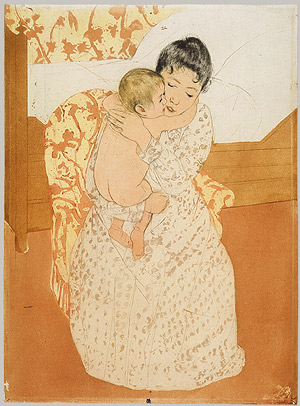
Mary Cassatt, Caricia materna, 1891, aguafuerte de punta seca. Mary Cassatt presentó "un conjunto de esos grabados de puntos secos de color de tipo japonés pronunciado en los que se entrega y que se parecen tanto a litografías de colores ..." de mujeres y niños en la exposición de 1892.

El Club de Arte de la Mujer de Nueva York fue fundado en la ciudad de Nueva York en 1889 y proporcionó un medio para la interacción social y la comercialización de obras de arte femeninas. El club aceptó miembros de los Estados Unidos y del extranjero. En 1913 cambió su nombre al de Asociación Nacional de Mujeres Pintoras y Escultoras. Su nombre actual es Asociación Nacional de Mujeres Artistas. 

## Historia
El club fue fundado por las artistas Anita C. Ashley, Adele Frances Bedell, Elizabeth S. Cheever, Edith Mitchill Prellwitz y Grace Fitz-Randolph en el estudio de Fritz-Randolph en Washington Square en Nueva York el 31 de enero de 1889. Su propósito era "las relaciones sociales entre los amantes del arte, para realizar exposiciones y para promover los intereses artísticos". Más específicamente, su objetivo era proporcionar una forma para que las obras de arte de las mujeres pudieran comercializarse.
Se llevaron a cabo exposiciones anuales de arte en las que los miembros podían presentar una obra de arte para la exposición. Cualquier trabajo adicional era revisado por el jurado de selección. Sus miembros eran no expositores y expositores. El Club de Arte de la Mujer de Nueva York aceptó miembros y contribuciones para exposiciones de mujeres en los Estados Unidos y en el extranjero. Por ejemplo, Mary Cassatt, que vivía en París, expuso allí sus obras.
En 1892 se presentaron cerca de 300 obras de arte, entre ellas acuarelas, pinturas al óleo, grabados, pasteles y con lápices de color.
Los miembros del Comité Ejecutivo eran elegidos en su reunión anual de noviembre. Estaba ubicado en la calle 9 10.o.
En 1913, se cambió su nombre al de Asociación Nacional de Mujeres Pintoras y Escultoras. Adoptó el nombre Asociación Nacional de Mujeres Artistas en 194i.

## Miembros
Algunos de sus miembros fueron: 
- Ruth Payne Burgess[6]
- Emma Lampert Cooper[7][8]
- Louise Cox[9]
- Jenny Eakin Delony[10]
- Claude Raguet Hirst[11]
- M. Jean McLane[12]
- Rhoda Holmes Nicholls[13]
- Clara Weaver Parrish[1]
- Amanda Brewster Sewell[3]
- Isabelle Sprague Smith[14]
- Clara Welles Lathrop
- Mary Rogers Williams